# Акпарс
Акпа́рс (горномар. Акпарс, чув. Акпарӑс, Акпарӑҫ) — сотенный князь горных черемис, активный сторонник вхождения Горной стороны в состав Русского государства.
Годы рождения и смерти доподлинно неизвестны. Жил в деревне Нуженалы. Настоящее имя Акпарса — Аказ Тугаев.
Согласно историческим преданиям, в период московско-казанского противостояния 1540—1550-х годов проявил себя как дальновидный политик и дипломат, так, в 1546 году возглавил посольство горных мари к Ивану IV с просьбой принять в подданство.
Летом 1552 года во главе своего отряда участвовал в походе русских войск на Казань.
Ни в одном из русских письменных источников времён XVI века не упоминается имя Акпарса, в горномарийских источниках сведения об Акпарсе отрывочны. Легенды о нём передавались и пришли в Россию из уст в уста.

## Акпарсова сотня
У горных марийцев Акпарс почитается и считается героем.
Девиз горных черемис связан с именем Акпарса: «Акпарс мӱлӓндӹм мактенӓ!» («Хвалим земли Акпарса!»).
«Земли Акпарса» («Акпарс мӱлӓндӹвлӓжӹ») в горномарийском языке — устойчивое выражение, означает земли, населённые горномарийцами.

## Горный полк
Горный полк — полк, которым руководил Акпарс. Состоял из чувашей, марийцев и мордвы. Акпарс был крещёным и православным, поэтому на стяге Горного полка был изображён восьмиконечный крест на белом фоне. Также на боках стяга был изображён национальный марийский узор. В полку Акпарса отличились Коваш, Яныгит, Токсубай и Токпай.

## Легенды об Акпарсе
Самыми известными являются две легенды о герое:
1. Царь Иван IV жил несколько дней в селе Нуженалы (откуда родом Акпарс), охотился в лесах. «За счастливый исход войны, начатый через возбуждение черемисских ходатаев», Иван Грозный подарил Акпарсу четыре вещи: серебряную (по некоторым данным — золотую) чашу, на которой был изображён орёл, седло, саблю и лошадь. Чаша, подаренная Акпарсу, долго хранилась в Еласовской церкви (по некоторым данным — до XIX века)[3].
2. В другой легенде рассказывается о трудном взятии Казани, где Акпарс показал себя как стратег. Он решил взорвать крепость, сделав подкоп. Перед тем как сделать подкоп, он узнал расстояние до стены. Чтобы узнать расстояние, он пошел на хитрость, заиграл на гуслях и считал шаги. Осажденные в крепости были очарованы прекрасной мелодией (под названием «Марш Акпарса») и не стреляли в него. Благодаря чему Акпарс вернулся обратно живым. Когда подкоп был устроен, туда внесли 48 пороховых бочек и поставили свечи (одну из них поставили у входа). Взрыва долго не было. Иван Грозный из-за этого обвинил в предательстве и хотел казнить Акпарса. Но вскоре прогремел взрыв и Казань была взята. Акпарс объяснил, почему не было взрыва, и только получил грамоту от царя: «марийцев не притеснять, боярам и воеводам их не отдавать, не прикреплять, а жить им вольно на своей земле и платить только определённый ясак за каждого марийца-охотника, пришедшего в возраст»[3].

## В культуре
- Аркадий Крупняков. Исторический роман «Марш Акпарса» (1978);
- Сергей Николаев. Драматическая повесть «Акпарс»;
- Ким Васин. Повесть «С вами, русичи!»;
- Анатолий Пушков. Картина «Марийские послы у Ивана Грозного»[4];
- Анатолий Луппов. Сюита «Сыны Акпарса».
- бронзовая скульптура «Акпарсу». Скульпторы: Анатолий Ширнин, Сергей Яндубаев. Скульптура расположена в Горномарийском районе на трассе Р173 «Большой Сундырь—Волга», возле Картуковского поворота. Акпарс изображён стоящим, одной рукой играет на гуслях, а другой приветствует свой народ. На постаменте памятника расположен бронзовый барельеф с изображением сотенного князя Акпарса и русского царя Ивана Грозного, пожимающих друг другу руки.

## Названы в честь Акпарса
- банк «Акпарс» (г. Йошкар-Ола).
- кинотеатр «Акпарс» (г. Козьмодемьянск), в последние годы не функционирует.
- радиостанция «Акпарс» — единственная радиостанция в мире, вещающая на горномарийском языке.
- хоккейная команда «Акпарс» (г. Волжск).
- торт «Акпарс».
- «Акпарс ош ӓрӓкӓ» (водка, 40 % спирта).
- салат «Акпарс» с помидорами, огурцами и ветчиной.
- фирма фастфуда «Акпарс».
- Акпарсовы луга — местность в Республике Марий Эл.
- Хлеб «Акпарс» — пшенично-ржаной хлеб, приготовленный из пшеничной закваски с добавлением молочной сыворотки.